# Giuseppe Manzoni
Giuseppe Manzoni (Venezia, 2 gennaio 1742 – Venezia, 11 ottobre 1811) è stato un presbitero, scrittore e poeta italiano della Repubblica di Venezia.

## Biografia

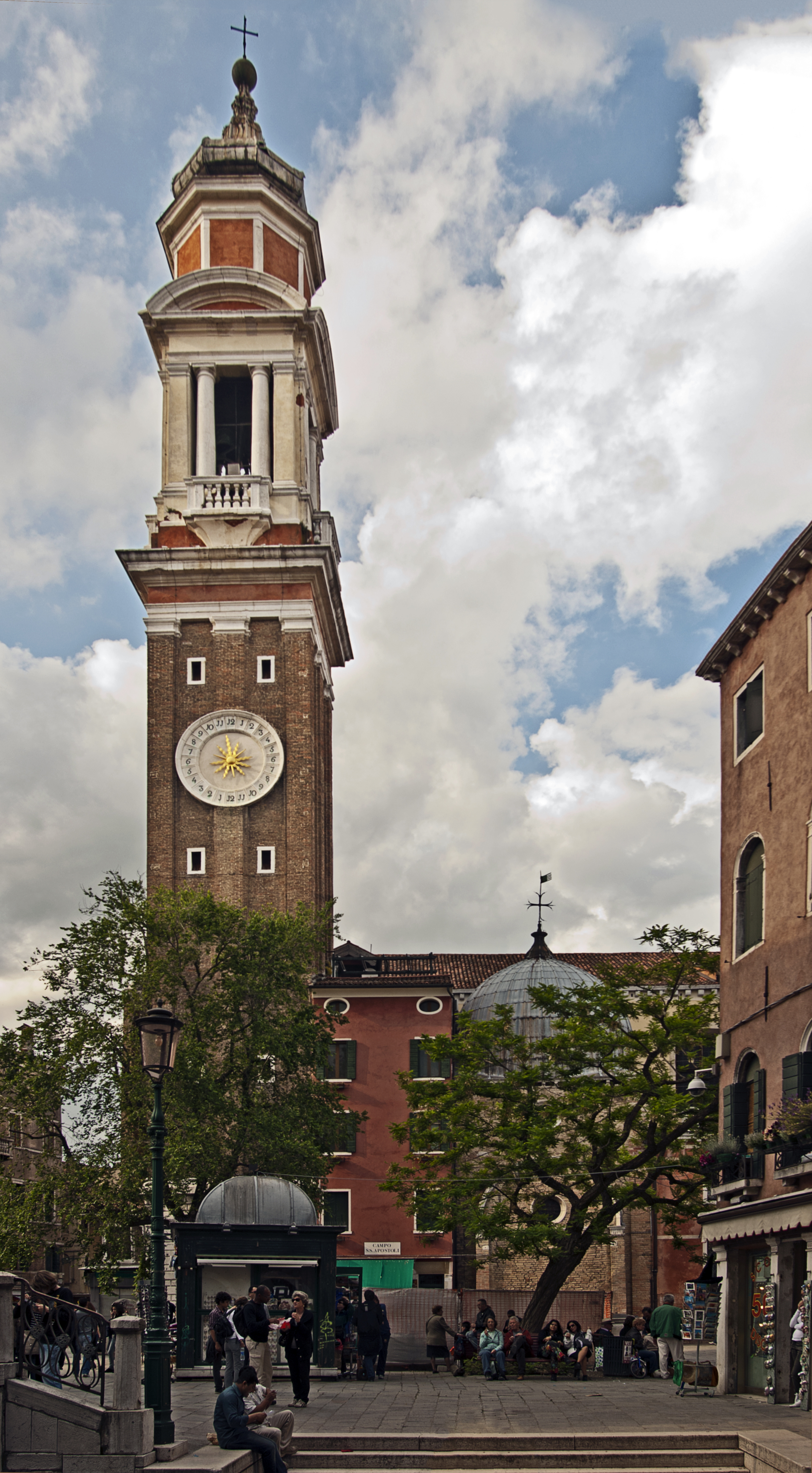
La chiesa dei Santi Apostoli a Venezia

Divenuto chierico a tredici anni, nel 1755, nella parrocchia veneziana dei Santi Apostoli nel sestiere di Cannaregio, nel 1756 ricevette la tonsura e nel 1766 fu ordinato sacerdote. Membro dell'Accademia dei Granelleschi, partecipò alle dispute letterarie del sodalizio e, intorno al 1758, fu tra i fondatori dell'Accademia dei Planomaci di cui fu anche segretario.
Manzoni si dedicò, ancora giovane, all'insegnamento privato di eloquenza e belle lettere. Con l'aiuto di alcuni sacerdoti amici, trasformò poi la sua casa in un collegio, frequentato in prevalenza da chierici, nel quale egli stesso impartì lezioni di filosofia e teologia, scendendo a volte in polemica con i filosofi a lui contemporanei quali Rousseau e Voltaire e con autori antichi quali lo scrittore e filosofo romano Lucrezio, autore del De rerum natura e seguace dell'epicureismo.
Nel 1780, colpito da una malattia nervosa e non volendo trascurare l'insegnamento, limitò il suo impegno pastorale di predicatore, che un tempo aveva esercitato anche in vari centri della Repubblica di Venezia, limitandolo ai fedeli della sua parrocchia o di quelle vicine.
Morì a sessantanove anni, nel 1811, nella sua città natale.

### Attività letteraria

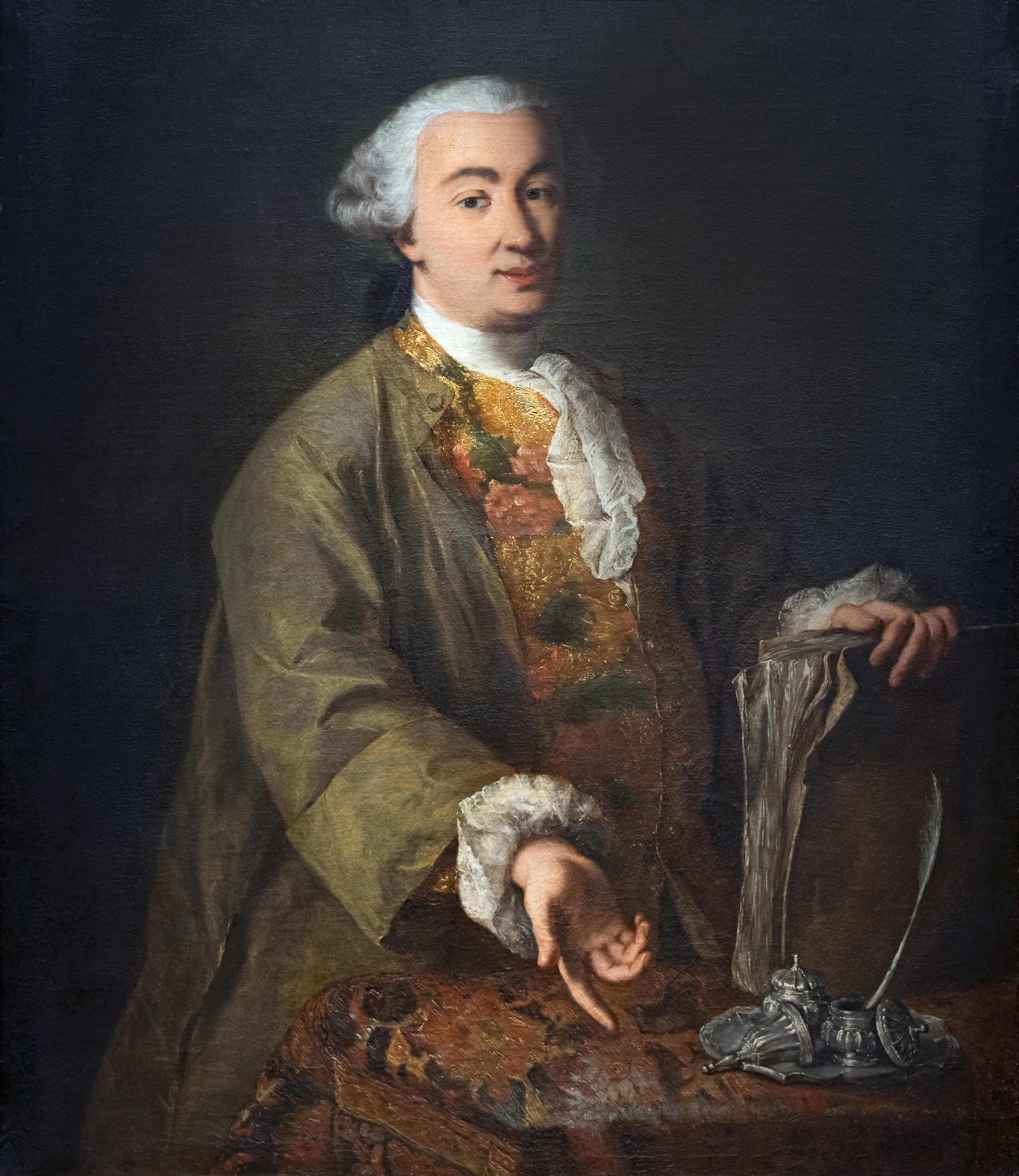
Carlo Goldoni ritratto da Longhi

A diciotto anni, nel 1760, pubblicò la sua prima opera Varj capricci in lettere. Dalla sua attività d'insegnamento nacquero poi alcune opere di carattere didattico,  quali Favole ad uso dei fanciulli, e Regole per bene scrivere l'italiano ad uso delle scuole. Nelle prefazioni dei due testi, Manzoni espone l'esigenza che i fanciulli, prima di studiare la grammatica latina, imparino, con testi semplici e adatti alla loro età, l'uso della lingua italiana. In polemica con i diversi approcci sostenuti da Goldoni e dell'abate Chiari, che sconsigliavano ai giovani romanzi e teatro contemporaneo, scrisse un libello intitolato Riflessioni critiche sopr'alcune proposizioni trovate nel libro intitolato Il genio ed i costumi del secolo corrente proposte al celebre sig. abate Chiari.
Oltre ad altri testi dedicati agli studenti, quali Lezioni catechistiche e Gli elementi dell'arte logico-critica del sig. abate Antonio Genovesi, la sua opera più interessante può essere considerata Ritratti critici, ovvero brevi pitture dei vizi e delle stravaganze di questo secolo, composta nel 1760 ma stampata a Venezia vent'anni dopo.    
Tra la sua produzione poetica, si possono citare i poemetti Le astuzie di Belzebù, ovvero Censura degli abusi del carnovale e della quaresima e Le tre Veneri (Volgare, Apostrofia e Urania). Tradusse in versi, inoltre, alcune opere di san Giovanni Crisostomo, ritenuto dal Manzoni un modello di oratoria sacra, rivolti alle monache: I precetti alle vergini, Delle lodi della verginità.